# Derby delle Due Sicilie

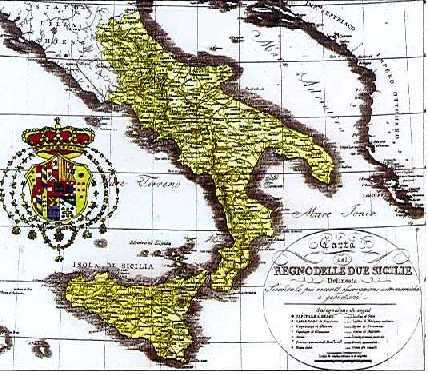
Mappa del Regno delle Due Sicilie

Napoli-Palermo campionato di serie A 1934-1935, a sinistra Antonio Vojak del Napoli, al centro l'arbitro Generoso Dattilo, a destra Antonio Blasevich del Palermo.

Derby delle Due Sicilie è il nome con cui viene identificata dalla stampa la partita di calcio tra le società del Napoli e del Palermo, rappresentative calcistiche delle storiche capitali delle Due Sicilie. Proprio il comune ruolo delle due città nei secoli scorsi sta alla base dell'espressione, entrata nel linguaggio giornalistico soprattutto dopo il ritorno della sfida in Serie A nella stagione 2007-2008.
Malgrado un famigerato episodio accaduto negli anni sessanta, similmente a come veniva vissuto in passato il Derby del Sole, la sfida tra Napoli e Palermo si è spesso caratterizzata per le aperte attestazioni di simpatia e fratellanza storica tra i sostenitori delle due squadre. Ciononostante, i rapporti tra alcune frange delle due tifoserie hanno recentemente subito delle frizioni.

## Storia

### Coppa Lipton

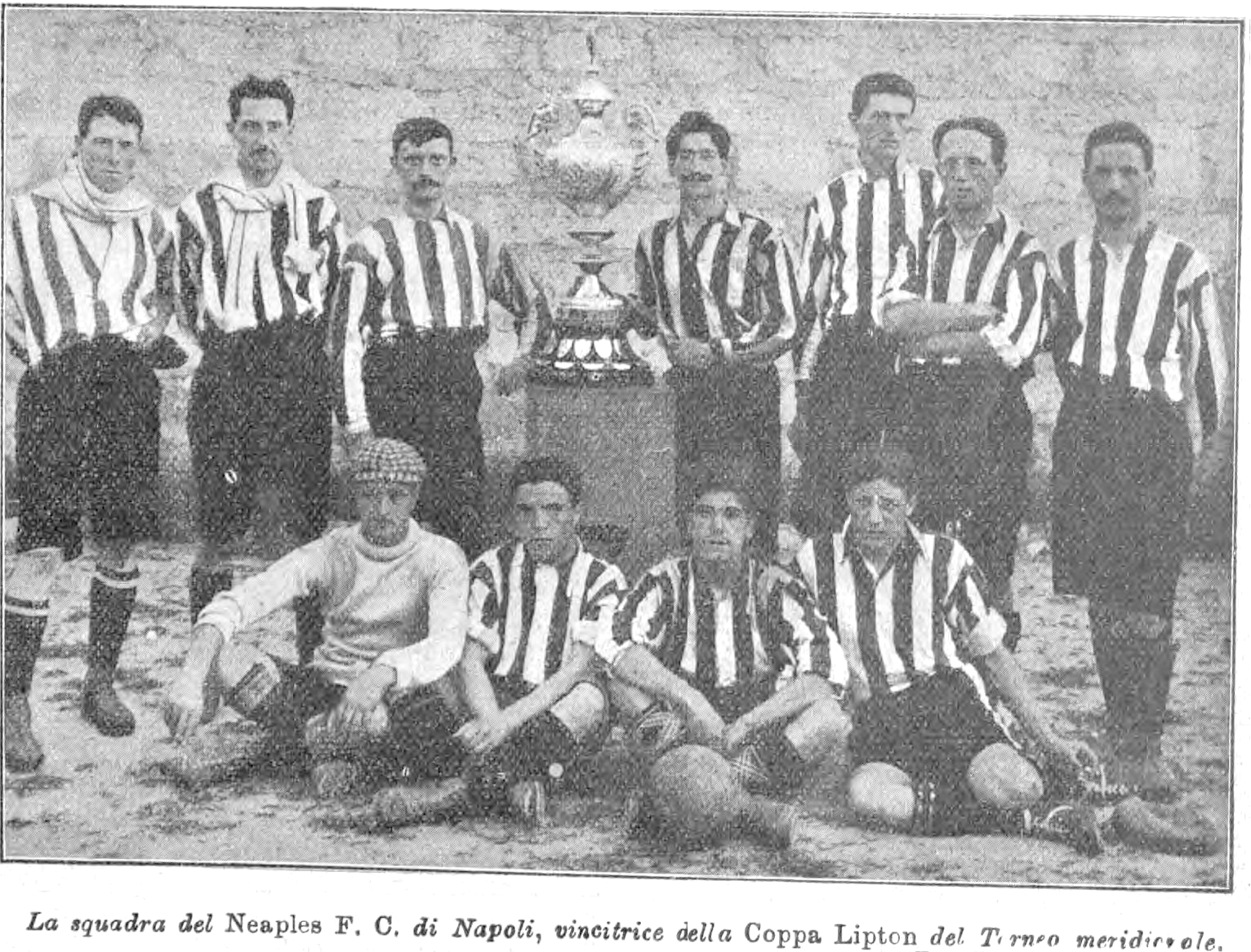
Naples. Coppa Lipton 1909

I primi incontri tra squadre delle città di Napoli e Palermo avvennero tra il 1909 ed il 1915, con la Lipton Challenge Cup (o più semplicemente "Coppa Lipton"), una competizione a cui prendevano parte squadre della Campania e della Sicilia. Alle edizioni della Lipton Cup partecipò sempre il Palermo (all'epoca denominato Palermo FBC), che era stato fondato nel 1900. La città di Napoli fu invece rappresentata da squadre come il Naples FBC e l'Internazionale Napoli, compagini che si sarebbero poi fuse per dar vita all'Internaples nel 1922, divenuta a sua volta AC Napoli nel 1926. Il Palermo e, in alternanza, le due squadre napoletane si affrontarono in tutte le finali della Coppa Lipton. Con 5 successi su 7 edizioni i rosanero dominarono il torneo. Sui risultati esatti degli incontri non si hanno certezze, in alcuni casi infatti si hanno fonti discordanti.

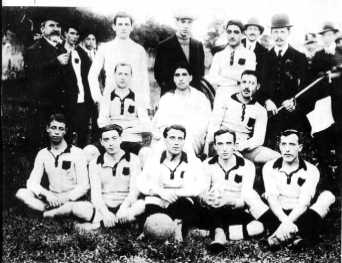
Palermo. Coppa Lipton 1910

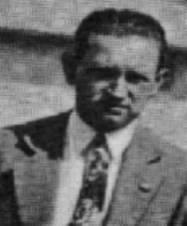
Károly Csapkay, allenatore del Palermo e del Napoli negli anni '30

| Anno | Vincitore   | Finalista                | Risultato |
| 1909 | Naples FBC  | Palermo FBC              | 4-2       |
| 1910 | Palermo FBC | Naples FBC               | 4-1       |
| 1911 | Naples FBC  | Palermo FBC              | 3-2       |
| 1912 | Palermo FBC | Naples FBC               | 6-0       |
| 1913 | Palermo FBC | US Internazionale Napoli | 5-0       |
| 1914 | Palermo FBC | Naples FBC               | 2-1       |
| 1915 | Palermo FBC | US Internazionale Napoli | 2-1       |

### Dagli anni trenta al dopoguerra
La prima sfida in Serie A avvenne nella stagione 1932-1933 e vide vittorioso il neopromosso Palermo per 1-0 con gol di Giovanni Chiecchi. Al ritorno a Napoli i partenopei si imposero con un netto 5-0 che ebbe come protagonista l'attaccante Antonio Vojak, autore di una tripletta. Le due squadre continuarono ad affrontarsi in Serie A nelle tre stagioni successive, con un bilancio di 4 vittorie del Napoli, 1 vittoria del Palermo ed un pareggio. Al termine della stagione 1935-1936 il Palermo retrocesse in Serie B. Le due squadre tornarono ad affrontarsi nel 1945, anno della fine della seconda guerra mondiale, nel campionato di Divisione Nazionale. Al pareggio per 0-0 all'andata a Palermo, seguì la vittoria per 2-0 del Napoli al ritorno.

### Gli anni cinquanta

Luís Vinício

Sul finire degli anni quaranta le due squadre non si incrociarono. Il Napoli infatti retrocesse dalla Serie A alla Serie B nella stagione 1947-1948, mentre nello stesso anno il Palermo fece il percorso inverso, ottenendo la promozione in Serie A. La sfida tornò dopo il ritorno dei partenopei nella massima serie, nella stagione 1950-1951. Nella partita d'andata alla Favorita il Napoli si impose con la rete dell'albanese Krieziu, a segno anche nel 3-0 del ritorno al San Paolo. Nella stagione successiva i rosanero prevalsero nella gara d'andata, in trasferta a Napoli, grazie ai gol del talentuoso danese Bronée, scoperto dal presidente Raimondo Lanza di Trabia, e di Giaroli. Al ritorno a Palermo le due squadre pareggiarono per 1-1.
Nella stagione 1952-1953 la sfida si concluse con il risultato di 0-0 sia all'andata che al ritorno. La stagione seguente vide invece prevalere nettamente il Napoli all'andata al San Paolo con il gol di Formentin e la doppietta di Pesaola. Al ritorno a Palermo le due compagini pareggiarono per 2-2, con i rosanero capaci di ribaltare la situazione dopo la rete partenopea di Jeppson, ma poi raggiunti dal pareggio di Amadei. Al termine della stagione il Palermo retrocesse in Serie B.
La sfida si ripropose dopo il ritorno dei rosanero in Serie A, nella stagione 1956-1957. Allo 0-0 dell'andata alla Favorita, seguì la vittoria degli azzurri al San Paolo, con un 4-1 firmato dal poker del brasiliano Vinício e dalla rete della bandiera siciliana dell'argentino Vernazza. Al termine della stagione i rosanero finirono in Serie B. Al loro ritorno nella massima serie, nella stagione 1959-1960, i siciliani pareggiarono per 0-0 in casa all'andata e furono sconfitti per 2-1 nel ritorno a Napoli. Per il Palermo seguì un'altra retrocessione.

### Gli anni sessanta e settanta

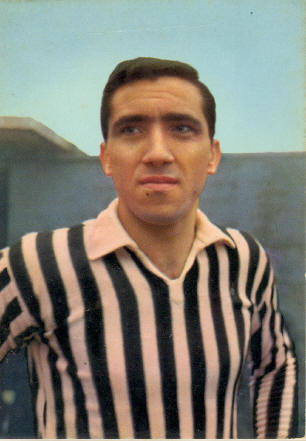
Gaetano Troja

Nella stagione 1962-1963 le due squadre tornarono ad affrontarsi in Serie A. All'andata prevalse per 3-1 il Napoli al San Paolo. Al ritorno a Palermo le due compagini pareggiarono per 1-1. La stagione si concluse con entrambe le squadre retrocesse in Serie B. Nella lega cadetta Napoli e Palermo si affrontarono nelle due stagioni seguenti, con un bilancio di una vittoria a testa e due pareggi. Il 1965 fu anche l'anno della prima sfida in Coppa Italia, conclusasi per 1-0 a favore degli azzurri. Al termine di questa stagione il Napoli conquistò la promozione in Serie A, mentre il Palermo terminò il campionato a metà classifica.
Le due squadre tornarono ad incrociarsi tra Coppa Italia e Serie A nella stagione 1968-1969. Il primo incontro stagionale fu quello di Coppa Italia, nel settembre 1968, che vide il Palermo vittorioso al San Paolo per 1-0 con gol di Gaetano Troja. La prima sfida in campionato ebbe luogo a Napoli e si concluse con il risultato di 1-0 a favore dei padroni di casa grazie alla rete di Omar Sívori.

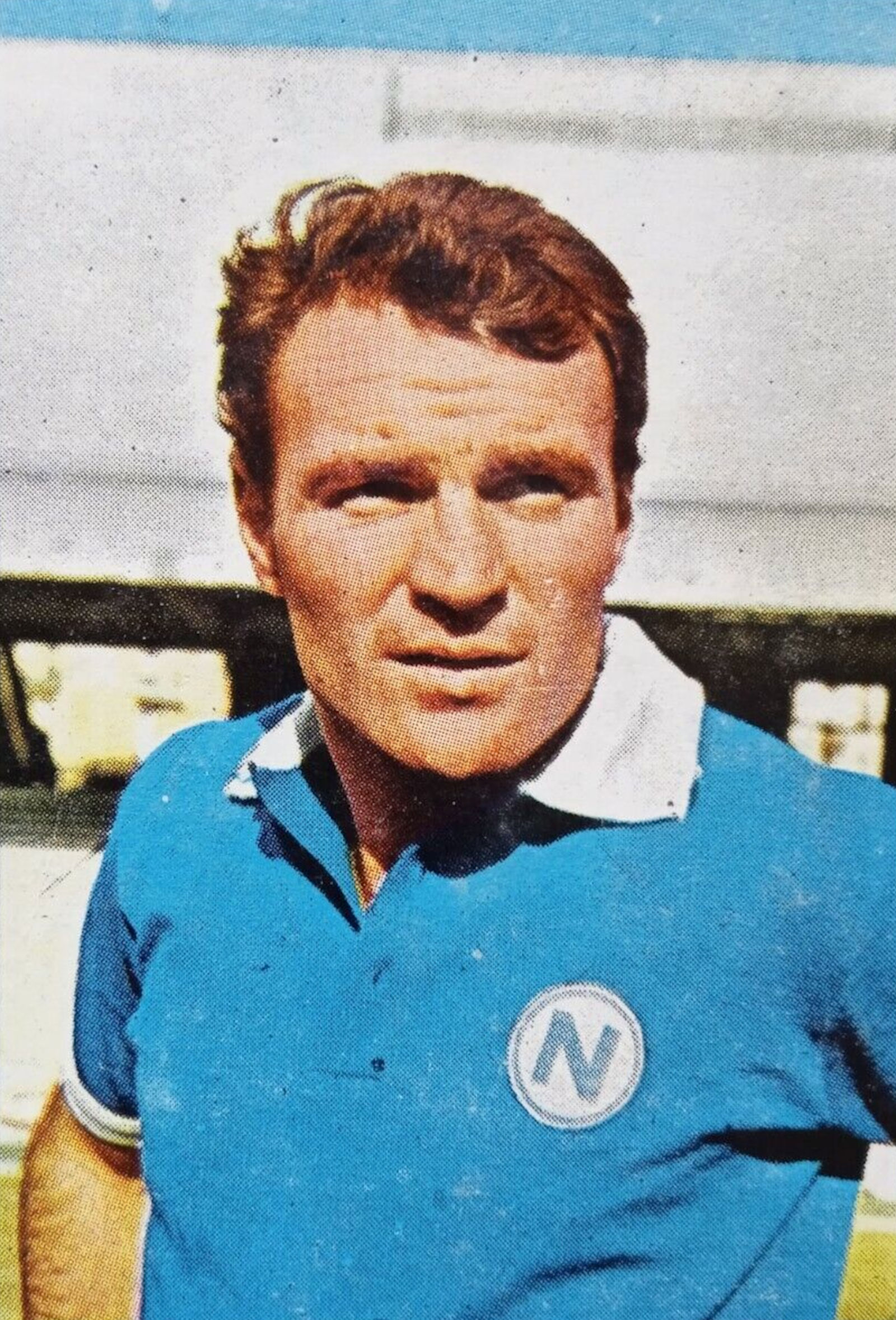
José Altafini

La partita di ritorno alla Favorita resta negli annali come quella dell'episodio più controverso nella storia del derby delle Due Sicilie. Il 16 marzo 1969, infatti, il gremito stadio del capoluogo siciliano fu il teatro di quella che José Altafini ha definito l'«insurrezione di Palermo». Nel primo tempo al gol partenopeo di Barison rispose il palermitano Troja. Nell'intervallo il neo-presidente azzurro Corrado Ferlaino affrontò l'arbitro Antonio Sbardella, reo (a parere del patron campano) di essere condizionato dal pubblico di casa. Quest'episodio segnò la situazione nel secondo tempo. Al 5' Troja superò Dino Zoff portando in vantaggio i rosanero. Pochi minuti dopo Sbardella negò un rigore al Palermo per un tiro di Bercellino respinto col braccio da Juliano. Al 15' invece ne concesse uno dubbio agli azzurri. Dal dischetto giunse il pareggio di Altafini, il quale, immediatamente dopo la trasformazione del rigore, esultò con il gesto dell'ombrello verso i tifosi rosanero. Al 32' la rete del vantaggio partenopeo firmata da Micelli provocò l'inizio della rissa. Al 90' un altro rigore negato al Palermo chiuse la sfida. Sbardella fischiò quindi la fine dell'incontro. Seguì un'invasione di campo, in seguito alla quale Sbardella si rifugiò negli spogliatoi e poté lasciare la Favorita solo in elicottero. Ferlaino invece, munito di giubbotto antiproiettile, trovò rifugio dapprima nell'auto del dirigente rosanero Renzo Barbera e poi su una vettura dei carabinieri. Il bilancio finale fu di quaranta feriti e numerosi arresti. Una tifosa palermitana denunciò Altafini per offese. Al Napoli fu assegnata la vittoria a tavolino per 2-0, mentre il Palermo subì la squalifica del campo per 2 giornate.

Il Palermo finalista in Coppa Italia nel 1979, dopo la vittoria in semifinale contro il Napoli al San Paolo.

Nella stagione seguente le due squadre collezionarono due pareggi per 0-0. Il Palermo concluse l'annata retrocedendo in Serie B. Azzurri e rosanero tornarono ad affrontarsi nella Coppa Italia 1971-1972. Nell'incontro, disputato al San Paolo nel settembre '71, il Napoli si impose per 1-0 con gol di Improta. Al termine della stagione il Palermo riconquistò la Serie A.
La stagione 1972-1973 fu quella dell'ultimo confronto in Serie A prima del ritorno della sfida nella massima serie oltre trent'anni dopo, nel 2007. Prima degli incontri di campionato le due squadre si affrontarono in Coppa Italia pareggiando per 1-1 alla Favorita. In campionato la sfida dell'andata a Palermo si concluse per 1-0 a favore dei siciliani, mentre al ritorno in Campania le due squadre pareggiarono 1-1. La stagione si chiuse con la retrocessione dei rosanero.
Le due squadre tornarono ad affrontarsi nelle fasi iniziali della Coppa Italia 1975-1976 e 1977-1978. In entrambi i confronti, giocati a Palermo, il campo premiò gli azzurri, vittoriosi per 3-0 e per 3-2. La Coppa Italia 1978-1979 fu invece lo scenario della sfida in semifinale e dell'impresa del Palermo di Nando Veneranda. La formazione rosanero, che in quell'annata disputò un modesto campionato di Serie B, ebbe un cammino sorprendente in Coppa Italia, riuscendo ad eliminare squadre come il Torino di Gigi Radice e la Lazio e presentandosi quindi in semifinale contro il Napoli vittorioso sul Perugia ai quarti. La semifinale d'andata si disputò alla Favorita e si concluse con un pareggio per 0-0. Al ritorno a Napoli i siciliani si imposero per 2-1 con doppietta di Filippo Citterio, che con il suo secondo gol vanificò il momentaneo pareggio partenopeo a firma di Beppe Savoldi. Fu così che il Palermo conquistò la sua seconda finale di Coppa Italia, dopo quella della stagione 1973-1974 persa contro il Bologna. In finale i rosanero incontrarono la Juventus proprio sul neutro del San Paolo, uscendo sconfitti solo ai supplementari dopo essere stati anche in vantaggio.

### Il ritorno della sfida in Serie B
Negli anni ottanta Napoli e Palermo vissero situazioni sportive e societarie totalmente opposte. Mentre il Napoli di Maradona raggiunse i vertici del calcio italiano ed europeo, conquistando due scudetti ed una Coppa UEFA, il Palermo fu travolto da problemi societari culminati nel fallimento e nella radiazione del 1986. Durante gli anni novanta le due squadre continuarono a militare in categorie diverse, con il Napoli stabilmente in Serie A fino alla stagione 1997-1998 ed il Palermo oscillante tra Serie B e Serie C. Nelle tre stagioni seguenti la 1997-1998 Napoli e Palermo militarono rispettivamente in Serie B e Serie C.

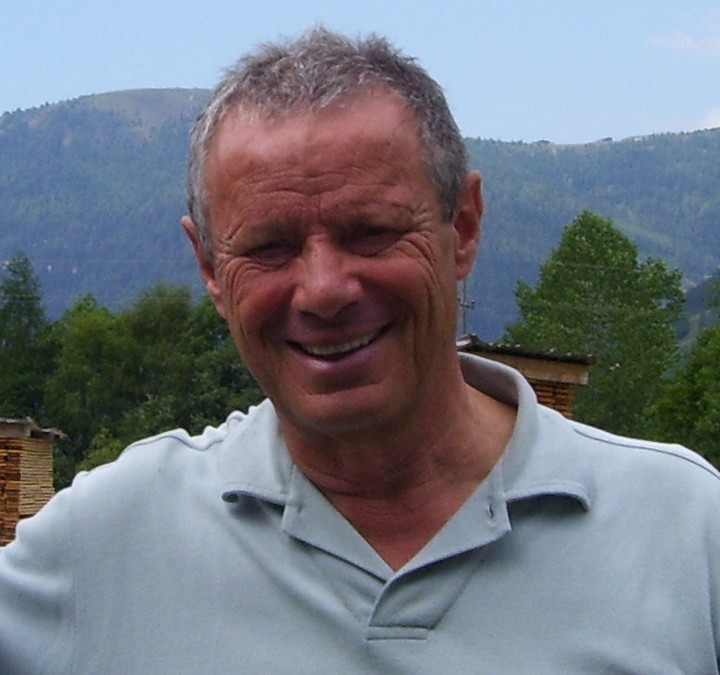
Maurizio Zamparini

Nel 2000 la squadra rosanero fu acquistata da Franco Sensi, il quale allestì una squadra dimostratasi subito capace di conquistare la promozione in Serie B. La promozione del Palermo in Serie B condusse al ritorno della sfida, dopo 21 anni, nella stagione 2001-2002. Nella gara d'andata gli azzurri prevalsero al San Paolo per 3-2 con il contributo fondamentale di Roberto Stellone, autore di una doppietta. Al ritorno le due squadre pareggiarono per 1-1. Al termine della stagione il Napoli si classificò quinto ed il Palermo decimo.
L'estate del 2002 fu foriera di cambiamenti in casa rosanero, con il decisivo cambio di proprietà del club, che da Sensi passò all'ex presidente del Venezia Maurizio Zamparini. L'ex patron della società lagunare allestì una squadra costruita per puntare alla Serie A, inaugurando un periodo di stabilità societaria lontana dalle turbolenze degli anni ottanta e novanta. A Napoli invece la crisi societaria avviatasi a fine anni novanta perdurò nonostante il passaggio di proprietà da Giorgio Corbelli a Salvatore Naldi.
Nella stagione 2002-2003, seguita ai cambi societari, Napoli e Palermo pareggiarono per 0-0 all'andata al San Paolo, mentre al ritorno i siciliani si imposero per 2-1. Il campionato si concluse con il Palermo quinto in classifica, a soli 3 punti dalla promossa Ancona, e con il Napoli ad un passo dalla retrocessione in Serie C, quintultimo, a due punti dal retrocesso Catania (successivamente ripescato). Nella stagione successiva il Palermo si impose con un netto 4-0 nella partita d'andata disputata al Barbera, complice una doppietta del futuro campione del mondo Luca Toni. Al ritorno al San Paolo le due squadre pareggiarono 1-1. La stagione si chiuse con il trionfale ritorno del Palermo in Serie A dopo 31 anni, mentre il Napoli chiuse il campionato al tredicesimo posto e poi fallì.

### Il ritorno della sfida in Serie A

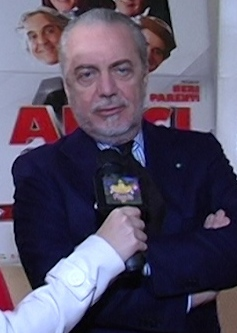
Aurelio De Laurentiis

Dopo il fallimento del Napoli, avvenuto nell'estate 2004, la società partenopea ripartì dalla Serie C1 sotto la presidenza di Aurelio De Laurentiis. Dopo due campionati in C ed uno in B, il Napoli tornò a giocare in Serie A nella stagione 2007-2008, ritrovandovi un Palermo reduce da tre campionati di alto livello, culminati con tre qualificazioni consecutive alla Coppa Uefa.
Il 10 novembre 2007, dopo 34 anni di assenza, il derby tra le due squadre tornò a disputarsi nella massima serie. La sfida di andata al Barbera si chiuse con la vittoria in rimonta del Palermo per 2-1 grazie alla doppietta di Giovanni Tedesco. Al ritorno a Napoli la squadra di casa si impose per 1-0 con gol di Marek Hamšík, destinato a diventare negli anni seguenti il capocannoniere del Derby delle Due Sicilie. Da quel momento l'incontro tra le due ex capitali del Sud è diventato un appuntamento molto atteso, spesso giocato come posticipo serale. L'ultima sfida in Serie A risale al 29 gennaio 2017, quando al San Paolo le due squadre – Napoli in lotta per lo scudetto e Palermo invischiato nelle sabbie mobili della zona retrocessione – pareggiarono 1-1.

## Lista dei risultati
| Nº | Data         | Stagione                      | In casa | Risultato | trasferta | Marcatori Napoli                                                 | Marcatori Palermo                                             |
| -- | ------------ | ----------------------------- | ------- | --------- | --------- | ---------------------------------------------------------------- | ------------------------------------------------------------- |
| 1  | 29 gen. 1933 | Serie A 1932-1933             | Palermo | 1 - 0     | Napoli    |                                                                  | 87' Chiecchi                                                  |
| 2  | 18 giu. 1933 | Serie A 1932-1933             | Napoli  | 5 - 0     | Palermo   | 25', 53', 71' Vojak, 35', 42' Gravisi                            |                                                               |
| 3  | 5 nov. 1933  | Serie A 1933-1934             | Napoli  | 3 - 0     | Palermo   | 38' Innocenti, 75' Vojak, 86' Rossetti                           |                                                               |
| 4  | 11 mar. 1934 | Serie A 1933-1934             | Palermo | 1 - 2     | Napoli    | 34', 70' Vojak                                                   | 25' Borel                                                     |
| 5  | 2 dic. 1934  | Serie A 1934-1935             | Napoli  | 6 - 0     | Palermo   | 26', 38' Sallustro, 46', 63' Ferraris II, 60' Vojak, 86' Rivolta |                                                               |
| 6  | 14 apr. 1935 | Serie A 1934-1935             | Palermo | 2 - 0     | Napoli    |                                                                  | 43' De Manzano, 55' Palumbo                                   |
| 7  | 29 dic. 1935 | Serie A 1935-1936             | Napoli  | 3 - 0     | Palermo   | 13' Busoni, 80', 87' Rossetti                                    |                                                               |
| 8  | 26 apr. 1936 | Serie A 1935-1936             | Palermo | 2 – 2     | Napoli    | 18', 88' Busoni                                                  | 52' Ziroli, 78' Carnevali                                     |
| 9  | 5 dic. 1937  | Coppa Italia 1937-1938        | Napoli  | 2 - 0     | Palermo   | 13' Riccardi, 60' Prato                                          |                                                               |
| 10 | 30 dic. 1945 | Divisione Nazionale 1945-1946 | Palermo | 0 – 0     | Napoli    |                                                                  |                                                               |
| 11 | 31 mar. 1946 | Divisione Nazionale 1945-1946 | Napoli  | 2 - 0     | Palermo   | 15', 76' Lushta                                                  |                                                               |
| 12 | 31 dic. 1950 | Serie A 1950-1951             | Palermo | 0 - 1     | Napoli    | 75' Krieziu                                                      |                                                               |
| 13 | 27 mag. 1951 | Serie A 1950-1951             | Napoli  | 3 - 0     | Palermo   | 27' Formentin, 44' Astorri, 72' Krieziu                          |                                                               |
| 14 | 2 dic. 1951  | Serie A 1951-1952             | Napoli  | 1 - 2     | Palermo   | 48' Todeschini                                                   | 20' Broneè, 56' Giaroli                                       |
| 15 | 20 apr. 1952 | Serie A 1951-1952             | Palermo | 1 – 1     | Napoli    | 15' Mike                                                         | 28' Micheloni                                                 |
| 16 | 9 nov. 1952  | Serie A 1952-1953             | Napoli  | 0 – 0     | Palermo   |                                                                  |                                                               |
| 17 | 15 mar. 1953 | Serie A 1952-1953             | Palermo | 0 – 0     | Napoli    |                                                                  |                                                               |
| 18 | 13 set. 1953 | Serie A 1953-1954             | Napoli  | 3 - 0     | Palermo   | 5' Formentin, 13', 50' Pesaola                                   |                                                               |
| 19 | 31 gen. 1954 | Serie A 1953-1954             | Palermo | 2 – 2     | Napoli    | 10' Jeppson, 83' Amadei                                          | 19' Prunecchi, 46' Cavazzuti                                  |
| 20 | 21 gen. 1957 | Serie A 1956-1957             | Palermo | 0 – 0     | Napoli    |                                                                  |                                                               |
| 21 | 9 giu. 1957  | Serie A 1956-1957             | Napoli  | 4 - 1     | Palermo   | 29', 38', 57', 73' Vinício                                       | 87' Vernazza                                                  |
| 22 | 22 giu. 1958 | Coppa Italia 1958             | Napoli  | 4 - 2     | Palermo   | 4’ Novelli, 41’ Comaschi, 56’ Brugola, 81’ Novelli               | 69’ Benedetti (P), 74’ Sandri                                 |
| 23 | 13 lug. 1958 | Coppa Italia 1958             | Palermo | 5 - 1     | Napoli    | 15’ Gasparini                                                    | 17’ Azzali, 47’ Gómez, 57’ Malavasi, 61’ Biagini, 80’ Lonardi |
| 24 | 25 ott. 1959 | Serie A 1959-1960             | Palermo | 0 – 0     | Napoli    |                                                                  |                                                               |
| 25 | 20 mar. 1960 | Serie A 1959-1960             | Napoli  | 2 - 1     | Palermo   | 8' Di Giacomo, 14' Del Vecchio                                   | 3' Sandri                                                     |
| 26 | 16 dic. 1962 | Serie A 1962-1963             | Napoli  | 3 - 1     | Palermo   | 23' Gatti, 26' Mariani, 45' Fanello                              | 42' Deasti                                                    |
| 27 | 21 apr. 1963 | Serie A 1962-1963             | Palermo | 1 – 1     | Napoli    | 75' Fraschini                                                    | 59' Borjesson                                                 |
| 28 | 15 dic. 1963 | Serie B 1963-1964             | Palermo | 4 - 0     | Napoli    |                                                                  | 51', 55' Postiglione, 74', 85' Maestri                        |
| 29 | 10 mag. 1964 | Serie B 1963-1964             | Napoli  | 0 – 0     | Palermo   |                                                                  |                                                               |
| 30 | 27 dic. 1964 | Serie B 1964-1965             | Napoli  | 2 - 1     | Palermo   | 18' Cané, 21' Corelli                                            | 34' Troja                                                     |
| 31 | 4 apr. 1965  | Coppa Italia 1964-1965        | Napoli  | 1 - 0     | Palermo   | 40' Cané                                                         |                                                               |
| 32 | 23 mag. 1965 | Serie B 1964-1965             | Palermo | 0 – 0     | Napoli    |                                                                  |                                                               |
| 33 | 22 set. 1968 | Coppa Italia 1968-1969        | Napoli  | 0 - 1     | Palermo   |                                                                  | 55' Troja                                                     |
| 34 | 17 nov. 1968 | Serie A 1968-1969             | Napoli  | 1 - 0     | Palermo   | 13' Sívori                                                       |                                                               |
| 35 | 16 mar. 1969 | Serie A 1968-1969             | Palermo | 0 - 2     | Napoli    | 19' Barison, 60' Altafini (N), 77' Micelli                       | 30', 50' Troja                                                |
| 36 | 28 dic. 1969 | Serie A 1969-1970             | Palermo | 0 – 0     | Napoli    |                                                                  |                                                               |
| 37 | 19 apr. 1970 | Serie A 1969-1970             | Napoli  | 0 – 0     | Palermo   |                                                                  |                                                               |
| 38 | 19 set. 1971 | Coppa Italia 1971-1972        | Napoli  | 1 - 0     | Palermo   | 28' Improta                                                      |                                                               |
| 39 | 6 set. 1972  | Coppa Italia 1972-1973        | Palermo | 1 – 1     | Napoli    | 65' Rimbano                                                      | 14' Vallongo                                                  |
| 40 | 26 nov. 1972 | Serie A 1972-1973             | Palermo | 1 - 0     | Napoli    |                                                                  | 11' Ballabio                                                  |
| 41 | 25 mar. 1973 | Serie A 1972-1973             | Napoli  | 1 – 1     | Palermo   | 35' Esposito                                                     | 64' Favalli                                                   |
| 42 | 21 set. 1975 | Coppa Italia 1975-1976        | Palermo | 0 - 3     | Napoli    | 19', 49' Sperotto, 61' Juliano                                   |                                                               |
| 43 | 28 ago. 1978 | Coppa Italia 1977-1978        | Palermo | 2 - 3     | Napoli    | 15' Savoldi, 84' Mocellin, 87' Massa                             | 13', 58' Chimenti                                             |
| 44 | 23 mag. 1979 | Coppa Italia 1978-1979        | Palermo | 0 – 0     | Napoli    |                                                                  |                                                               |
| 45 | 6 giu. 1979  | Coppa Italia 1978-1979        | Napoli  | 1 - 2     | Palermo   | 43' Savoldi                                                      | 10', 61' Citterio                                             |
| 46 | 29 ago. 2001 | Coppa Italia 2001-2002        | Palermo | 3 - 0     | Napoli    |                                                                  | 42'Belmonte, 45+1' Longo, 73' Frezza                          |
| 47 | 3 dic. 2001  | Serie B 2001-2002             | Napoli  | 3 - 2     | Palermo   | 9' Vidigal, 46', 70' Stellone                                    | 4' Guidoni, 57' Amerini                                       |
| 48 | 5 mag. 2002  | Serie B 2001-2002             | Palermo | 1 – 1     | Napoli    | 37' Jankulovski                                                  | 70' Guidoni                                                   |
| 49 | 29 nov. 2002 | Serie B 2002-2003             | Napoli  | 0 – 0     | Palermo   |                                                                  |                                                               |
| 50 | 2 mag. 2003  | Serie B 2002-2003             | Palermo | 2 - 1     | Napoli    | 68' Stellone                                                     | 1' Maniero, 17' Asta                                          |
| 51 | 16 nov. 2003 | Serie B 2003-2004             | Palermo | 4 - 0     | Napoli    |                                                                  | 27' Ferri, 37', 60' Toni, 48' Zauli                           |
| 52 | 10 apr. 2004 | Serie B 2003-2004             | Napoli  | 1 – 1     | Palermo   | 28' Dionigi                                                      | 40' A. Filippini                                              |
| 53 | 10 nov. 2007 | Serie A 2007-2008             | Palermo | 2 - 1     | Napoli    | 54' Bogliacino                                                   | 57', 66' Gio. Tedesco                                         |
| 54 | 30 mar. 2008 | Serie A 2007-2008             | Napoli  | 1 - 0     | Palermo   | 90+2' Hamšík                                                     |                                                               |
| 55 | 24 set. 2008 | Serie A 2008-2009             | Napoli  | 2 - 1     | Palermo   | 14' Hamšík, 76' Zalayeta                                         | 83' Miccoli                                                   |
| 56 | 8 feb. 2009  | Serie A 2008-2009             | Palermo | 2 - 1     | Napoli    | 43' Hamšík                                                       | 2' Migliaccio, 14' Simplício                                  |
| 57 | 23 ago. 2009 | Serie A 2009-2010             | Palermo | 2 - 1     | Napoli    | 73' Hamšík                                                       | 44' Cavani, 75' Miccoli                                       |
| 58 | 17 gen. 2010 | Serie A 2009-2010             | Napoli  | 0 – 0     | Palermo   |                                                                  |                                                               |
| 59 | 6 dic. 2010  | Serie A 2010-2011             | Napoli  | 1 - 0     | Palermo   | 90+5' Maggio                                                     |                                                               |
| 60 | 23 apr. 2011 | Serie A 2010-2011             | Palermo | 2 - 1     | Napoli    | 2' Cavani                                                        | 38' Balzaretti, 45+1' Bovo                                    |
| 61 | 8 gen. 2011  | Serie A 2011-2012             | Palermo | 1 - 3     | Napoli    | 35' Pandev, 54' Cavani, 60' Hamšík                               | 89' Miccoli                                                   |
| 62 | 23 apr. 2011 | Serie A 2011-2012             | Napoli  | 2 - 0     | Palermo   | 16' Cavani, 35' Hamšík                                           |                                                               |
| 63 | 26 ago. 2012 | Serie A 2012-2013             | Palermo | 0 - 3     | Napoli    | 45+3' Hamšík, 79' Maggio, 88' Cavani                             |                                                               |
| 64 | 13 gen. 2013 | Serie A 2012-2013             | Napoli  | 3 - 0     | Palermo   | 30' Maggio, 34' Inler, 72' Insigne                               |                                                               |
| 65 | 24 set. 2014 | Serie A 2014-2015             | Napoli  | 3 – 3     | Palermo   | 2' Koulibaly, 11' Zapata, 45+1' Callejón                         | 18', 61' Belotti, 24' Vázquez                                 |
| 66 | 14 feb. 2015 | Serie A 2014-2015             | Palermo | 3 - 1     | Napoli    | 82' Gabbiadini                                                   | 14' Lazaar, 36' Vázquez, 65' Rigoni                           |
| 67 | 28 ott. 2015 | Serie A 2015-2016             | Napoli  | 2 - 0     | Palermo   | 39' Higuaín, 80' Mertens                                         |                                                               |
| 68 | 13 mar. 2016 | Serie A 2015-2016             | Palermo | 0 - 1     | Napoli    | 22' Higuaín                                                      |                                                               |
| 69 | 10 set. 2016 | Serie A 2016-2017             | Palermo | 0 - 3     | Napoli    | 47' Hamšík, 51', 65' Callejón                                    |                                                               |
| 70 | 29 gen. 2017 | Serie A 2016-2017             | Napoli  | 1 – 1     | Palermo   | 67' Mertens                                                      | 6' Nestorovski                                                |
| 71 | 26 set. 2024 | Coppa Italia 2024-2025        | Napoli  | 5 - 0     | Palermo   | 7', 12' Ngonge, 42' Jesus, 70' Neres, 77' McTominay              |                                                               |

## Statistiche generali
|                            | Gare disputate | Vittorie Napoli | Pareggi | Vittorie Palermo | Gol Napoli | Gol Palermo |
| -------------------------- | -------------- | --------------- | ------- | ---------------- | ---------- | ----------- |
| Serie A                    | 46             | 23              | 14      | 9                | 76         | 35          |
| Serie mista A-B Centro-Sud | 2              | 1               | 1       | 0                | 2          | 0           |
| Serie B                    | 10             | 2               | 5       | 3                | 8          | 15          |
| Totale campionato          | 58             | 26              | 20      | 12               | 86         | 50          |
| Coppa Italia               | 13             | 7               | 2       | 4                | 22         | 16          |
| Totale generale            | 71             | 33              | 22      | 16               | 108        | 66          |

## Statistiche individuali

### Cannonieri
| Posizione | Nome                | Squadra                | Reti |
| --------- | ------------------- | ---------------------- | ---- |
| 1         | Marek Hamšík        | Napoli                 | 8    |
| 2         | Antonio Vojak       | Napoli                 | 7    |
| 3         | Edinson Cavani      | Palermo (1) Napoli (4) | 5    |
| 4         | Gaetano Troja*      | Palermo                | 4    |
| 4         | Luís Vinício        | Napoli                 | 4    |
| 5         | Giovanni Busoni     | Napoli                 | 3    |
| 5         | José María Callejón | Napoli                 | 3    |
| 5         | Christian Maggio    | Napoli                 | 3    |
| 5         | Fabrizio Miccoli    | Palermo                | 3    |
| 5         | Roberto Stellone    | Napoli                 | 3    |

*Due gol segnati in Palermo-Napoli del 16 marzo 1969, terminata sul punteggio di 2-3, ma con vittoria assegnata a tavolino al Napoli per 0-2.

#### Poker
- 1  Vinício (Napoli)

#### Triplette
- 1  Vojak (Napoli)

#### Doppiette
- 1  Gravisi (Napoli)
- 1  Vojak (Napoli)
- 1  Sallustro (Napoli)
- 1  Ferraris (Napoli)
- 1  Rosetti (Napoli)
- 1  Busoni (Napoli)
- 1  Lushta (Napoli)
- 1  Pesaola (Napoli)
- 1  Novelli (Napoli)
- 1  Postiglione (Palermo)
- 1  Maestri (Palermo)
- 1  Troja (Palermo)
- 1  Sperotto (Napoli)
- 1  Chimenti (Palermo)
- 1  Citterio (Palermo)
- 1  Stellone (Napoli)
- 1  Toni (Palermo)
- 1  Tedesco (Palermo)
- 1  Belotti (Palermo)
- 1  Callejón (Napoli)
- 1  Ngonge (Napoli)

## Amichevoli
- Palermo 2-0 Napoli

1 dicembre 1929.
Reti: Radice 15’ e 26’.
- Napoli 3-0 Palermo

19 Novembre 1930.
Reti: Mihalic, Sallustro II, Vojak.
- Napoli 3-1 Palermo

29 marzo 1931.
Reti: Sallustro (N), Mihalic (N), Sallustro (N), Ricci (P).
- Napoli 1-3 Palermo

28 agosto 1949.
Reti: 40’ pt e 8’ st De Santis (P), 1’ st Vycpalek (P), 35’ st Ragona (N).
- Palermo 1-4 Napoli

27 novembre 1955.
Reti: Beltrandi (N), Vitali (N), Griffith (P), Vinicio, Vinicio (N).
- Palermo 1-0 Napoli

19 marzo 1958. 
Reti: 47’ Sandri.
- Napoli 3-2 Palermo

20 agosto 1961.
Reti: 27’ pt Tacchi (N), 13’ e 22’ st Fantini (P), 26’ e 41 st Tomeazzi (N).
- Palermo 1-1 Napoli

18 agosto 1992.
Reti: 24’ De Sensi (P), 55’ Zola (N).
- Palermo 1-2 Napoli

12 agosto 2000.
Reti: 10' pt Cappioli (rigore); 22’ st Magoni; 42 st Bellucci (N).
- Napoli 1-7 Palermo

3 agosto 2005.
Reti: 12' pt Santana, 20' pt Fontana, 29' pt Makinwa, 34' pt Brienza, 4' st Pepe, 31' st Makinwa, 34' st Grosso, 37' st Pepe. 
- Napoli 2-4 Palermo

2 Agosto 2006.
Reti: 5’ pt Di Michele, 12’ st Bucchi, 25’ st Sosa, 31' st Corini, 28’ e 40’ st Caracciolo.
- Palermo 1-0 Napoli

12 Agosto 2010.
Reti: 25’ pt Maccarone
- Napoli 3-1 Palermo

27 Agosto 2011.
Reti: 19' pt Hamsik, 29' pt Maggio, 43' pt Migliaccio, 21' st Maggio

## Curiosità
- Nel 1928, dopo l'improvvisa morte dell'ex capitano rosanero Giuseppe Pirandello (passato al Napoli nel 1926), il quotidiano palermitano L'Ora mise in palio la "Coppa Pirandello" in seguito ad una sottoscrizione finalizzata alla raccolta fondi. Palermo e Napoli si disputarono il trofeo allo Stadio Ranchibile, con i partenepoi che uscirono vittoriosi dall'incontro.